# Geoff Pimblett
Pour les articles homonymes, voir Pimblett.
Pas d'image ? Cliquez ici

a Compétitions nationales et continentales officielles uniquement.

b Matchs officiels uniquement.
Geoffrey Pimblett, dit Geoff Pimblett, né le 11 mai 1944 à St Helens (Merseyside) et mort le 19 février 2018, est un joueur de rugby à XIII anglais évoluant au poste d'arrière dans les années 1970.

## Carrière
Au cours de sa carrière, Geoff Pimblett a été international anglais une seule fois. En club, il a évolué toute sa carrière à St Helens RLFC où il est élu homme du match de la finale de la coupe d'Angleterre en 1976 et meilleur joueur de la finale du championnat d'Angleterre en 1977.